# Patrycja Maliszewska
Patrycja Maliszewska (* 12. März 1988 in Białystok) ist eine ehemalige polnische Shorttrackerin.
Ihr internationales Debüt bestritt sie bei der Juniorenweltmeisterschaft 2005. Dort erreichte sie als bestes Ergebnis über 500 m das Halbfinale. Bei der Europameisterschaft 2005 in Turin nahm sie in der Staffel teil, die aber im Vorlauf ausschied. In der Saison 2005/06 nahm Maliszewska in Bormio erstmals am Weltcup teil. Insgesamt startete sie bei zwei Weltcups, schied jedoch immer im Vorlauf aus. Auch an der Juniorenweltmeisterschaft und der Europameisterschaft in Warschau nahm sie teil, ohne jedoch die jeweiligen Vorläufe überstehen zu können. In der folgenden Saison 2006/07 startete Maliszewska nicht im Weltcup, trat aber in Mailand erstmals bei der Weltmeisterschaft an. Die Vorläufe konnte sie aber auch hier nicht überstehen.
Erfolgreicher lief für Maliszewska die Europameisterschaft 2008 in Ventspils. Über 500 m erreichte sie erstmals ein Finale, wo sie dann aber disqualifiziert wurde. Mit der Staffel wurde sie außerdem im Finale Vierte. Im folgenden Jahr 2009 gewann sie erstmals einen nationalen Meistertitel. In der Saison 2009/10 startete Maliszewska bei allen vier Weltcups. Ihr bestes Ergebnis erreichte sie mit Rang elf über 500 m beim Weltcup in Montreal. Sie qualifizierte sich für die Olympischen Spiele in Vancouver, wo sie über 500 m und 1500 m startete und jeweils im Vorlauf ausschied. Die Saison 2010/11 wurde Maliszewskas bislang erfolgreichste. Im Weltcup erreichte sie zweimal ein Halbfinale und in Changchun über 500 m einmal sogar ein Finale, wo sie Vierte wurde. Bei der Europameisterschaft in Heerenveen errang sie ebenfalls gute Ergebnisse. Im Mehrkampf wurde sie Sechste und über 500 m erreichte sie Rang zwei.